# 針莖姬石蛾
針莖姬石蛾（学名：Hydroptila spicipennis）为姬石蛾科姬石蛾屬下的一个种。